# يافاتمال
يافاتمال (بالهندية: यवतमाल) هي مدينة، في الهند، تقع في منطقة يافاتمال ، وهي عاصمتها، بلغ عدد سكانها 132,000 نسمة، رمزها البريدي هو 445001.

## المناخ
يظهر الجدول التالي التغييرات المناخية على مدار السنة ليافاتمال:
| البيانات المناخية لـيافاتمال                                             | البيانات المناخية لـيافاتمال | البيانات المناخية لـيافاتمال | البيانات المناخية لـيافاتمال | البيانات المناخية لـيافاتمال | البيانات المناخية لـيافاتمال | البيانات المناخية لـيافاتمال | البيانات المناخية لـيافاتمال | البيانات المناخية لـيافاتمال | البيانات المناخية لـيافاتمال | البيانات المناخية لـيافاتمال | البيانات المناخية لـيافاتمال | البيانات المناخية لـيافاتمال | البيانات المناخية لـيافاتمال |
| الشهر                                                                    | يناير                        | فبراير                       | مارس                         | أبريل                        | مايو                         | يونيو                        | يوليو                        | أغسطس                        | سبتمبر                       | أكتوبر                       | نوفمبر                       | ديسمبر                       | المعدل السنوي                |
| ------------------------------------------------------------------------ | ---------------------------- | ---------------------------- | ---------------------------- | ---------------------------- | ---------------------------- | ---------------------------- | ---------------------------- | ---------------------------- | ---------------------------- | ---------------------------- | ---------------------------- | ---------------------------- | ---------------------------- |
| الدرجة القصوى °م (°ف)                                                    | 33.9 (93.0)                  | 38.8 (101.8)                 | 41.8 (107.2)                 | 45.5 (113.9)                 | 46.6 (115.9)                 | 46.6 (115.9)                 | 39.5 (103.1)                 | 35.8 (96.4)                  | 38.2 (100.8)                 | 37.4 (99.3)                  | 34.9 (94.8)                  | 34.0 (93.2)                  | 46.6 (115.9)                 |
| المتوسط اليومي °م (°ف)                                                   | 22 (72)                      | 24.9 (76.8)                  | 28.8 (83.8)                  | 32.1 (89.8)                  | 35 (95)                      | 31.1 (88.0)                  | 26.4 (79.5)                  | 25.7 (78.3)                  | 26 (79)                      | 25.4 (77.7)                  | 22.6 (72.7)                  | 21.5 (70.7)                  | 26.8 (80.2)                  |
| أدنى درجة حرارة °م (°ف)                                                  | 3.6 (38.5)                   | 7.2 (45.0)                   | 9.8 (49.6)                   | 13.5 (56.3)                  | 18.2 (64.8)                  | 16.1 (61.0)                  | 15.2 (59.4)                  | 17.6 (63.7)                  | 13.2 (55.8)                  | 13.4 (56.1)                  | 9.5 (49.1)                   | 6.2 (43.2)                   | 3.6 (38.5)                   |
| الهطول مم (إنش)                                                          | 10 (0.4)                     | 7 (0.3)                      | 16 (0.6)                     | 13 (0.5)                     | 14 (0.6)                     | 179 (7.0)                    | 299 (11.8)                   | 276 (10.9)                   | 184 (7.2)                    | 50 (2.0)                     | 13 (0.5)                     | 10 (0.4)                     | 1٬071 (42.2)                 |
| المصدر: India Meteorological Department (record high and low up to 2010) |                              |                              |                              |                              |                              |                              |                              |                              |                              |                              |                              |                              |                              |

## أعلام
- فهيم حسين